# Давыдово (Череповецкий район)
Давыдово — деревня в Череповецком районе Вологодской области.
Входит в состав Коротовского сельского поселения, с точки зрения административно-территориального деления — в Коротовский сельсовет.
Расстояние до районного центра Череповца по автодороге — 79 км, до центра муниципального образования Коротово по прямой — 12 км. Ближайшие населённые пункты — Степанково, Хмелина, Супроново.
По переписи 2002 года население — 25 человек (12 мужчин, 13 женщин). Всё население — русские.

## История
По состоянию на 1922 год в деревне было 35 домохозяйств.
В апреле группа сельчан из 17 домохозяйств подала ходатайство об образовании выселка. Оставшиеся жители опасались, что вслед за этим произойдет передел земли. Несмотря на возражения, Уездная и Губернская Земельные комиссии признали право на выселок. 
На внутреннем собрании сельчане не смогли прийти к компромиссу и согласовать между собой проект землеустройства. Поскольку решения Уездной и Губернской Земельных комиссий часть сельчан не устроили, была подана кассационная жалоба в Особую Коллегию Высшего Контроля по земельным спорам. 6 мая 1924 года коллегия сочла отвод земли выселку хозяйственно целесообразным, а проект сторонников выселка не противоречащим Земельному кодексу.
В 1925 году противники выселка написали заявление на имя И.В. Сталина. Документ был перенаправлен в Народный комиссариат земледелия РСФСР. Наркомзем А.П. Смирнов совместно с секретарем коллегии М. А. Гарсковым расследовали жалобу и направили Сталину ответ, в котором подробно изложил историю этого затяжного конфликта. Выяснилось, что новых аргументов в защиту своей позиции сельчане найти не смогли, поэтому решение ОКВК оставили неизменным.